# Tullio Baraglia
Tullio Baraglia, né le 21 juillet 1934 à Gera Lario (Lombardie) et mort le 23 novembre 2017 dans la même ville, est un rameur d'aviron italien.

## Palmarès

### Jeux olympiques
- Rome 1960
  -  Médaille d'argent en quatre sans barreur
- Mexico 1968
  -  Médaille de bronze en quatre sans barreur[2].